# Villa Albert-Robida
La villa Albert-Robida est une voie du 19e arrondissement de Paris, en France.

## Situation et accès
La villa Albert-Robida est une voie publique située dans le 19e arrondissement de Paris. Elle débute au 51, rue Arthur-Rozier et se termine au 36, rue de Crimée.

## Origine du nom
Elle porte le nom d'Albert Robida (1848-1926), dessinateur, graveur, lithographe et littérateur français.

## Historique
Cette voie de l'ancienne commune de Belleville figure à l'état de chemin sur le plan cadastral de 1812 avant d'être dénommée « rue des Annelets » puis « passage des Annelets ». Rattachée à la voirie de Paris en 1863, elle prend son nom actuel le 8 mai 1961.